# Risk-aware consensual kink

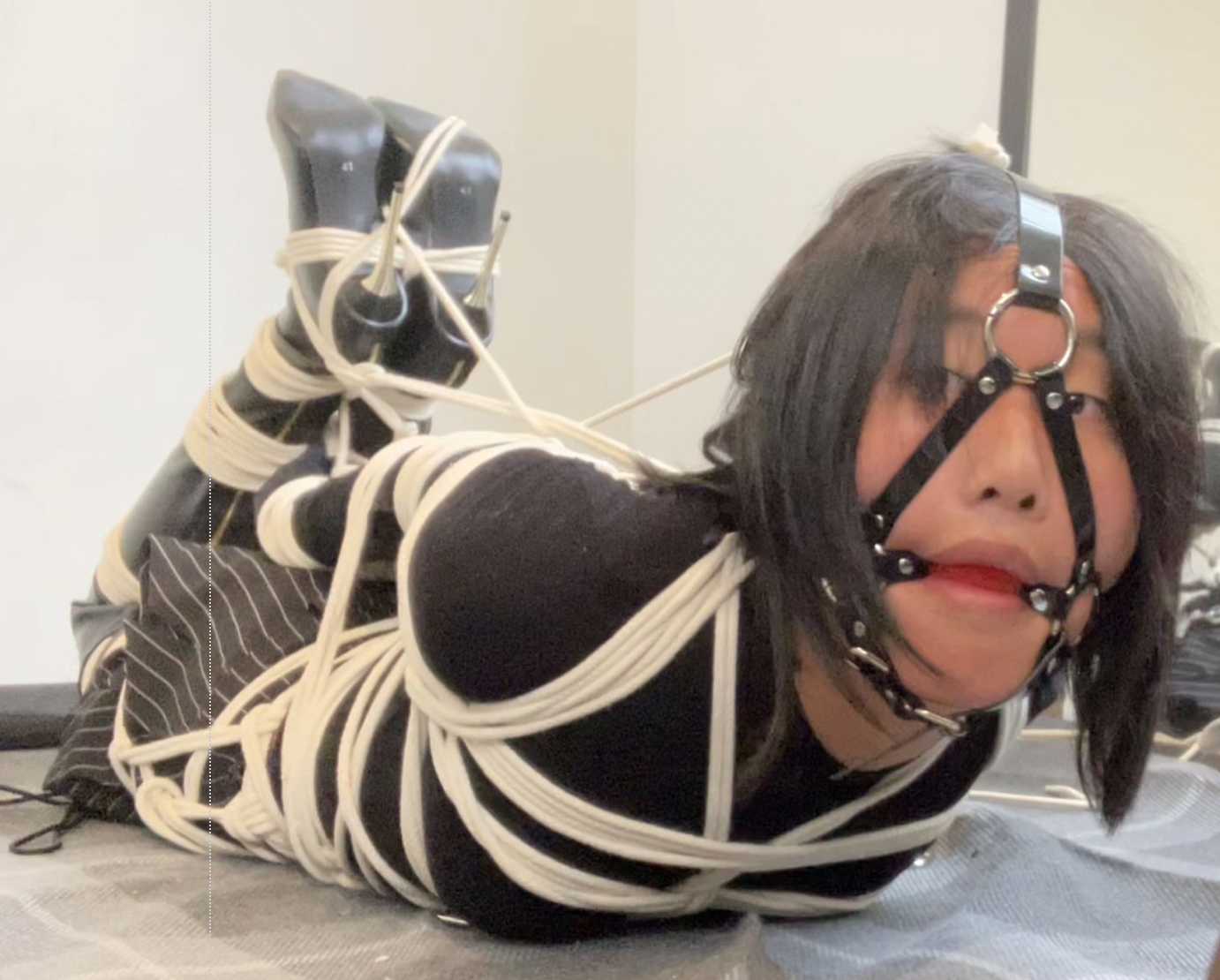
Mulher praticando shibari. O RACK sai do pressuposto que não há atividades 100% seguras no BDSM.

Risk-aware consensual kink (RACK, também conhecido como risk-accepted consensual kink) é um acrônimo usado por parte da comunidade BDSM para descrever a visão filosófica de que certos comportamentos sexuais arriscados são aceitáveis desde que seus participantes estejam cientes dos riscos.

## História
O termo RACK surgiu após descontentamento com parte da comunidade BDSM com o termo seguro, são e consensual (SSC).O termo foi cunhado pela organização GMSMA como um critério mínimo para estabelecer uma distinção entre as práticas sadomasoquistas e sua percepção pelo grande público. Porém, a frase virou um slogan e passou a ser mal utilizada por parte da comunidade, especialmente por membros novos, para justificar práticas que resultam em abuso, violência doméstica ou baixa autoestima.
Em 25 de novembro de 1999, Gary Switch propôs o termo RACK no grupo de notícias da The Eulenspiegel Society na USENET "TES-Friends" para descrever mais adequadamente o tipo de prática que era feita por muitos da comunidade. Seu artigo circulou dentro das comunidades fetichistas da USENET.

## Fundamentos
O RACK é composto de três elementos:
- consciente dos riscos (risk-aware): todos os participantes estão bem informados sobre a atividade proposta,
- consensual: sabendo dos riscos, todos os participantes consentiram sobre a atividade proposta,
- fetiche (kink): a atividade proposta pode ser classificada como sexo alternativo.[7]

Enquanto o SSC foi criado para descrever as práticas de BDSM e diferenciá-las do abuso de forma que fosse compreensível ao grande público, o RACK sai do pressuposto que nenhuma atividade é 100% segura. A filosofia RACK sai do pressuposto que o que é seguro e são para uma pessoa não é para outra. Por isso, o RACK tende a incluir atividades que seriam consideradas edgeplay. No RACK, não existe "seguro" ou "não seguro", mas "mais" ou "menos seguro".